# サヤママコト
サヤマ マコト（1964年 - ）は、PVやCFのディレクター。

## 略歴
- 1964年 - 神奈川県・藤沢市生まれ。鎌倉高等学校を卒業後、日本大学芸術学部入学。
- 1986年 - キティレコード入社。主にPVを手がけたのち、CF企画・演出へ。
- 1994年 - フリーに。ACC賞、IBA、ロンドン広告賞ファイナリスト。株式会社館岡事務所Creator's room所属

## 主な作品

### CM
- ABC MART「ホーキンススポーツ」「キューブ篇」「メガホン篇」
- Callaway GOLF「ハイパーERCドライバー・ボール」
- Panasonic「TOUGHBOOK」「Let's NOTE」<
- CASIO「携帯W41CA ～バレリーナ～」「NewエクシリムS500 ～表裏一体～」（彩輝 直）「NewエクシリムS100 ～エクシリムジャパン～」
- DUNLOP「DIREZZA ～ SPORT Z1～」
- ECC外語学院「タイポグラティ」
- HONDA「NEW オデッセイ～テクノロジー～」
- JAL「夏休みキャンペーン」 (相武紗季）「空のECO篇」（宮里藍）「クラスJ/JALカード」（古田敦也）
- LION「ストッパ胃腸薬～登場～」（山口もえ）
- LOTTE「キシリトール キャンペーン」（北島康介）
- MAZDA「モーターショー用映像 新MPV」
- NEC「企業技術・RFID ～ユビキタス～」
- NTT西日本「Bフレッツ～コイントス～」
- TOYOTA「新アリオン 誕生篇」（小林薫）「ブランド広告 TOMORROW篇<120秒>」「TSカード～ワンダフル～」（ミムラ）
- イエローハット「キャッシュバック～絶叫～」（青木さやか）
- 伊藤忠都市開発「マクハリタマゴ」（puffy）
- 大塚製薬「アミノバリューコンク」
- クレバリーホーム「お絵かき」「タフ&カッコイイ」（加藤浩次）
- グリコ「アイスZACS ～驚き～」（玉山鉄二）
- タイガー「とく子さん～コイン～」（中山えみり）
- ニチレイ「アセロラドリンク」
- 日本経済新聞社「企業・未来新聞」（小泉里子）
- 任天堂「ゲームソフト千年家族～涙涙～」
- はごろもフーズ「シーチキン」（沢口靖子）
- 藤沢薬品「プレコール風邪薬～見守る～」（堤慎一）
- ブルボン「くだものいっぱいゼリー」（関根麻里）
- ブルボン「プチシリーズ・早口篇」（ベッキー&上野未来）
- フジテレビ「番組宣伝 ガリレオ」
- フジテレビ「番組宣伝 ライアーゲーム」
- マクドナルド「ハッピーセット～一緒にめくろう～」
- 三菱自動車「ワールドワイド版」「パジェロミニ」
- 三菱電機「液晶TV REAL オートターン篇（加藤あい）
- 明治生命「LA ～保険を変える～」
- 横浜タイヤ「アイスガード」（織田裕二）「タイヤで燃費は変わる」（織田裕二）「タイヤガーデン 空気圧チェック」（織田裕二）